# KEK
La KEK (del japonès: 高エネルギー加速器研究機構 Kō Enerugī Kasokuki Kenkyū Kikō, o en traducció anglesa, High Energy Accelerator Research Organization) és una organització de recerca de física d'altes energies a Tsukuba, (Prefectura d'Ibaraki, Japó). Els seus dos acceleradors de partícules més importants són el sincrotró de 12 GeV i el col·lisionador KEKB d'electrons-positrons.
Makoto Kobayashi (Professor emèrit del KEK) ha estat un dels tres guardonats en el premi Nobel de física de 2008.